# Мокренська сільська рада
Мокренська сільська рада — колишня адміністративно-територіальна одиниця та орган місцевого самоврядування у Ярунському (Пищівському), Новоград-Волинському і Баранівському районах Волинської округи, Київської й Житомирської областей Української РСР та України з адміністративним центром у с. Мокре.

## Населені пункти
Сільській раді були підпорядковані населені пункти:
- с. Мокре
- с. Вересна
- с. Забара
- с. Закриниччя

## Населення
Станом на 1923 рік кількість населення сільської ради становила 1 797 осіб, кількість дворів — 293.
Кількість населення сільської ради, станом на 1924 рік, становила 1 791 особу.
Відповідно до результатів перепису населення СРСР, кількість населення ради, станом на 12 січня 1989 року, становила 1 203 особи.
Станом на 5 грудня 2001 року, відповідно до перепису населення України, кількість мешканців сільської ради становила 1 076 осіб.

## Склад ради
Рада складалась з 14 депутатів та голови.

### Керівний склад сільської ради
| ПІБ                       | Основні відомості                                                                  | Дата обрання | Дата звільнення |
| ------------------------- | ---------------------------------------------------------------------------------- | ------------ | --------------- |
| Задворний Іван Радіонович | Сільський голова , 1954 року народження, освіта, член Комуністичної партії України | 26.03.2006   | 31.10.2010      |
| Задворний Іван Родіонович | Сільський голова , 1954 року народження, освіта, безпартійний                      | 31.10.2010   |                 |

Примітка: таблиця складена за даними джерела

## Історія
Створена 1923 року в складі с. Мокре, колоній Забара (Досильдорф), Солянка та урочищ Вовче і Стовпи Жолобенської волості Новоград-Волинського повіту Волинської губернії. 18 грудня 1928 року у с. Стовпи створено окрему Стовпівську сільську раду Ярунського району з підпорядкуванням кол. Солянка. У 1941 році ур. Вовче підпорядковувалося Закриницькій сільській раді Ярунського району.
Станом на 1 вересня 1946 року сільська рада входила до складу Ярунського району Житомирської області, на обліку в раді перебували села Забара та Мокре.
5 березня 1959 року, відповідно до рішення Житомирського ОВК № 161 «Про ліквідацію та зміну адміністративно-територіального поділу окремих сільських рад області», до складу ради включено села Вересня та Закриниччя ліквідованої Закриницької сільської ради Новоград-Волинського району.
На 1 січня 1972 року сільська рада входила до складу Баранівського району Житомирської області, на обліку в раді перебували села Вересня, Забара, Закриниччя та Мокре.
Виключена з облікових даних 12 листопада 2015 року через об'єднання до складу Дубрівської сільської територіальної громади Баранівського району Житомирської області.
Входила до складу Ярунського (Пищівського, 7.03.1923 р.), Новоград-Волинського (4.06.1958 р.) та Баранівського (8.12.1966 р.) районів.